# Henriëtta van Pee
Henriëtta van Pee (Amsterdam, 5 de desembre de 1692- Haarlem, 3 d'octubre de 1741) fou una artista neerlandesa del segle xviii, famosa pintora de miniatures que va treballar per a Pere el Gran de Rússia i Frederic Guillem I de Prússia.

## Biografia
Era neta del pintor Jan van Pee i filla del també pintor Theodor van Pee. Va contreure matrimoni amb un altre pintor, Herman Wolters. A més de les lliçons que va rebre del seu pare, també en va rebre de l'escultor i pintor Jacob Christoffel LeBlon.
Es va casar amb el pupil del seu pare Herman Wolters i no va tenir fills.
Va pintar retrats en miniatura per a fermalls i polseres, per encàrrec de diversos joiers; les seves miniatures foren apreciades i els seus retrats van ser extremadament cotitzats per a aquella època.
Es diu que tant el tsar rus Pere el Gran com Frederic Guillem, rei de Prússia, l'havien visitat a Amsterdam i n'eren els seus clients. I li havien ofert treballar com a pintora de les corts respectives, cosa que rebutjà. També és coneguda per les còpies sobre treballs d'altres pintors, en particular d'Adriaen van de Velde i Anton van Dyck.
El 1739 la parella es va traslladar a Haarlem, per viure a la residència Proveniershuis, una residència per a gent gran que en aquell temps també albergava una posada de la ciutat i era el lloc on tenia la parada la diligència de Haarlem, així que va ser un lloc de reunió pública important i una destinació popular per a viatgers. I a partir d'aleshores es dedicà només a pintar per relaxar-se.
La pintora de miniatures Maria Machteld van Sypesteyn va ser la seva alumna.